# The House Where Evil Dwells
The House Where Evil Dwells es una película de terror estadounidense de 1982 dirigida por Kevin Connor y protagonizada por Edward Albert,  Susan George y Doug McClure.

## Trama
Hace siglos, un samurai asesinó a su mujer y al amante de ésta antes de suicidarse haciéndose el harakiri. En la época actual, una pareja americana adquiere la casa en Kyoto del samurai asesino y sus mentes no tardan en caer bajo la influencia de los espectros de los muertos. Después de la llegada de un amigo del matrimonio, se repite la tragedia de entonces, sin que consiga impedirlo un monje budista.

## Elenco
- Edward Albert como Ted Fletcher.
- Susan George como Laura Fletcher.
- Doug McClure como Alex Curtis.
- Amy Barrett como Amy Fletcher.
- Mako Hattori como Otami.
- Tsuiyuki Sasaki como Shigero.
- Toshiya Maruyama como Masanori.
- Tsuyako Olajima como Majyo Witch.
- Henry Mitowa como monje zen.
- Mayumi Umeda como Noriko, la niñera.
- Shuren Sakurai como hombre que hace máscaras para el teatro noh.
- Hiroko Takano como Wakako.
- Shôji Ohara como el ayudante del hombre que hace de máscaras.
- Jirô Shirai como Tadashi (acreditado como Jiro Shirai).
- Kazuo Yoshida como el editor.
- Kunihiko Shinjo como el asistente del editor.
- Gentaro Mori como Yoshio.
- Tomoko Shimizu como Aiko.
- Misao Arai como Hayashi.
- Chiyoko Hardiman como Mama-San.
- Hideo Shimedo como el policía.[2]